# K-Meleon
K-Meleon is een gratis, lichtgewicht webbrowser die gebaseerd is op de Gecko-layout-engine. Het doel van K-Meleon is een snelle browser voor Windows te maken die de gebruiker naar eigen behoeften kan aanpassen en uitbreiden. K-Meleon werd oorspronkelijk geschreven en ontwikkeld door Christophe Thibault in 2000. K-Meleon wordt vrijgegeven onder de GNU General Public License.

## Functies
K-Meleon heeft een flexibel interfaceontwerp: alle menu's en werkbalkknoppen kunnen volledig worden aangepast door gebruik te maken van configuratiebestanden. Deze eigenschap is vooral voordelig in gevallen waar een groot publiek toegang tot de browser heeft, zoals in bibliotheken of internetcafés. Het nadeel is dat voor het configuratie met tekstbestanden moet worden gewerkt, hetgeen het voor de gemiddelde eindgebruiker lastig maakt de browser te configureren. Er is een grafische gebruikersomgeving om de individuele werkbalken aan te passen.
Vanwege de hoge laadsnelheid wordt K-Meleon voornamelijk gebruikt op systemen met verouderde hardware en computers met weinig geheugen.

## Verschil met Mozilla-gebaseerde browsers
Aangezien de eigen interface van Windows wordt gebruikt in plaats van XUL, kunnen er geen op Mozilla-gebaseerde thema's en slechts een beperkt aantal uitbreidingen van Mozilla in K-Meleon worden geïnstalleerd. Dit beperkt sterk de verenigbaarheid met andere Mozilla-toepassingen. Toch zijn er voor K-Meleon een eigen reeks add-ons ontwikkeld, zoals macro's en skins, die de functionaliteit kunnen uitbreiden en het uiterlijk van browser kunnen aanpassen. Een ander verschil tussen andere op Mozilla-gebaseerde browsers is dat de Mozilla profielmap in de map van het programma staat in plaats van de map met de toepassingsgegevens van de gebruiker.